# Dicliptera antidysenterica
Dicliptera antidysenterica är en akantusväxtart som beskrevs av A. Molina. Dicliptera antidysenterica ingår i släktet Dicliptera och familjen akantusväxter. Inga underarter finns listade i Catalogue of Life.